# Albanci
Albanci su Indoeuropski narod nastanjen u Albaniji i susjednim područjima Makedonije i Kosova, te u Crnoj Gori i Grčkoj. Albanci su svakako jedan od najstarijih suvremenih naroda nastanjen na zapadnom području Balkanskog poluotoka. U VI. stoljeću migracije Slavena tjeraju Ilire na današnje područje Albanije, prepuštajući svoja područja hrvatskim i srpskim plemenima. Od nekada jakih plemena Dalmata, Autarijata, Liburna, i mnogih drugih, u povijesti je ostalo zabilježeno i ime plemena Albanoi, prema tom imenu su neki povjesničari kao i sami Albanci došli do zaključka da su oni potomci ovog plemena. Albanoi (u izgovoru Albani) su otprilike naseljavali područje danas naseljeno Gegima, odnosno južno od Skadarskog jezera. U 2. stoljeću poslije Krista spominje ih Ptolemej iz Aleksandrije. Po jeziku i po kulturi, Albanci se danas dijele na dvije glavne skupine, a to su Gegi (sjeverno od rijeke Shkumbin) i detribalizirani Toski (južno od nje).

## Ime
Naziv Shqiptari došao je od Shiqiponja' što znači orao.  Za Sufiks –ar, odnosno -tar, prema nekima, smatra se da je iz istog korijena kao i sufiksi u imenima naroda Bugara, Tatara, Hazara i drugih. Ostali nazivi za njih, danas manje u upotrebi, bili su Arbanasi i Arnauti (kod Turaka, kasnije ga preuzimaju i Srbi) i Arvaniti u Grčkoj.
Ime Arbanasi danas se očuvalo kod Zadra i u imenu jednog sela u Bugarskoj 4 km sjeveroistočno od Turnova. Arbanaške obitelji u Hrvatskoj sada su kroatizirane, a ovaj kraj naselili su 1726. i 1733. godine.

## Podrijetlo
Podrijetlo Albanaca gubi se u dalekoj prišlosti. S drevnim Ilirima danas ih najviše povezuje ime plemena Albanoi, kao i njegov oblik Albanitai, zatim glosar riječi koje se smatraju ilirskim a koje su slične albanskim riječima, ornamentni ukrasi (koncentrični krugovi i cik-cak linije) na tradicionalnim albanskim nošnjama (identični onima nađenim među ilirskim materijalnim ostacima nađenim diljem SFRJ i Albanije), elementi iz izvorne glazbene i plesne tradicije (polifonsko i monofonsko horsko pjevanje, medju Albancima poznato kao "kanga", što na albanskom jeziku doslovno znači 'pjesma', slično izvornom gorstačkom pjevanju kod južnih slavena poznatom pod nazivom "ganga", gluha kola, puhačka glazbala i udaraljke, itd.), za koje mnogi etnomuzikolozi smatraju da mogu potjecati od drevnih Ilira. 
Još jedna značajna poveznica Albanaca s drevnim Ilirima je općeprihvaćen stav u konvencionalnoj povijesti da su teritorij na kojem tradicionalno žive balkanski Albanci (Albanija, Kosovo, dijelovi Makedonije, Crne Gore i južne Srbije) nastanjivali upravo Iliri, te da je jedna od tradicionalnih prijestolnica jednog od najznačajnijih ilirskih kraljevstava, onog Ardijejskog, bio upravo današnji grad Skadar u Albaniji, tada poznat kao Scodra, čije ime se nalazi i na ilirskom kovanom novcu, uz druge značajne ilirske gradove poput današnjeg Durresa (Dyrachion) u Albaniji, itd. Zapravo ne postoje neposredni i autentični izvori koji govore o bilo kakvom naseljavanju ili migraciji balkanskih Albanaca na Balkan, što je najveći broj stručnjaka u ovoj oblasti i navelo na općeprihvaćeni stav da bi Albanci, ako ni zbog čega drugog, ono bar zbog naprijed navedenog, morali bar djelomično biti potomci drevnih Ilira koji su vrhunac svog razvoja postigli upravo na širem području današnje Albanije i granišnih dijelova susjednih zemalja.
Što se tiče jezika, on pripada skupini satem, ali je zasigurno bio pod rimskim i helenskim utjecajem, a kasnije i slavenskim. Prema nekim mišljenjima jezici Ilira pripadali su skupini kentum, što bi pobilo svaku tvrdnju da su Albanci njihovi potomci. Ipak, za tu tezu ne postoje pouzdani dokazi – niti za ilirske niti za albanski jezik ne može se pouzdano zaključiti da su dijelom kentumske skupine.

## Jezik
Albanski jezik je član indoeuropske porodice jezika, i danas mu nije srodan nijedan drugi živi jezik na svijetu. Ako su Albanci stvarno ilirskog porijekla, onda su jedini živi narod koji jezično još pripada Tračko-ilirskoj grani Indoeuropljana. Gegijskim dijalektom, po jednom podatku, govori 2,8 milijuna ljudi. Rasprostranjen je na Kosovu, zapadnoj Makedoniji i sjevernoj Albaniji. Toskijski govori oko 3 milijuna ljudi u južnoj Albaniji, susjednoj Grčkoj, te u Turskoj i Italiji. Oba ova dijalekta imaju pisanu tradiciju. Toskijski se pisao grčkim pismom, a gegijski latinskim. U tursko vrijeme koristio se arapski alfabet. Od 1909. godine albanski jezik, baziran na toskijskom dijalektu, piše se latinskim pismom.

## Običaji
Albanci su po kulturi, premda im se domovina prostire uz more, tipičan kontinentalni narod, orijentiran više prema svojoj brdovitoj zemlji i uzgoju sitne stoke, nego prema moru i pomorstvu. Međusobno se također veoma oštro razlikuju, sjeverni ratoborni Gegi od južnih miroljubivih Toska. Sjeverna plemena Gega, mnogi su od njih katolici, kulturno su dosta u nekim narodnim običajima slični Crnogorcima. 
Prema nekim crnogorskim autorima (Jovan Vukmanović), raznim malisorskim plemenima porijeklo se dovodi u vezu s crnogorskim plemenima iz Brda, ili pak iz Bosne. Sličnosti ovih nekih običaja prije se mogu dovesti u vezu s miješanjem ili kontaktima arbanaškog stanovništva s tamošnjim crnogorskim plemenima. Takav jedan običaj je da se prilikom slave kolje brav (ovan). I kod Crnogoraca i kod Arbanasa, za vrijeme ručka dižu se zdravice, najvažnije su one koje se diže domaćinu i 'u slavu božju i krsnog sveca'. 'Poslužbica' ili 'prislužbica' je još jedan stari običaj arbanaških i crnogorskih plemena, tom prilikom u kuću se poziva svećenik, s tom razlikom, što kod Crnogoraca dolazi samo ako se pozove. Na ovoj općoj plemenskoj ili seoskoj slavi nose se 'litije' oko sela ili na planinu, gdje se dobro pogoste i razvesele.
Vidi Gegi.

## Albanci danas
Albanci su danas većinom muslimani. Uz politiku islamizacije silom i povlasticama kao glavni razlog, tome je nesumnjivo pridonijela višestoljetna borba između Grčke pravoslavne i Rimokatoličke Crkve na albanskom teritoriju. Zbog tog skukoba oslabio se utjecaj kršćanskih crkava na stanovništvo što je vjerojatno pridonijelo masovnom islamiziranju Albanaca.
  Albanci danas u velikom broju žive u još tri države, uz Albaniju, to su Makedonija, Kosovo, te Crna Gora. U periodu od 1990. do 1992. u Albaniji prestaje komunistička vlast, i ustupa mjesto višestranačkoj demokraciji i otvorenosti prema svijetu. Nažalost, unutarnja politika pokazala se preslabom i korumpiranom da spriječi slične pokušaje iz inozemstva, kao u slučaju problema otpada. Na područjima susjednih država, stvarala se kod militantnih Albanaca ideja o pripojenju Albaniji, što je dovelo do zaoštravanja situacije u Makedoniji i još više pogoršalo situaciju na Kosovu, gdje je došlo do krvavih ratnih sukoba i zločina počinjenih na obje strane. Novostvorenu državu još uvijek ne podržava dio svijeta jer ruši temelje međunarodnog prava, dok je, realno, suživot sa Srbima golem politički problem koji sada ima povijest od nekoliko desetljeća. Problem Krima izravno se može povezati s presedanom Kosova. Dodatne teškoće čini organizirana religija jer su Albanci Suni muslimani i kršćani.  Današnji Albanci žive još uvijek siromašno. Poljoprivredom (kukuruz, krumpir, voće i povrće) se bavi čak 57% Albanaca (2004.); 20% ih radi u privatnom sektoru. Težak život tjera ove ljude da bježe u Italiju i druge zemlje zapada. Od 3,5 milijuna Albanaca u Albaniji tek ih se 30.000 (2003.) koristi uslugama interneta.

## Poznati Albanci
- Majka Tereza (1910. – 1997.), dobitnica Nobelove nagrade, časna sestra i svetica Katoličke Crkve
- Ferid Murad (1936.), američki doktor i farmakolog, albanskog podrijetla, dobitnik Nobelove nagrade.
- Inva Mula, albanska operna sopranistica i solistička i komorna glazbenica.
- Avni Mula, poznati albanski skladatelj i glazbenik, otac čuvene operne sopranistice Inve Mula.
- Ismail Qemali Bey Vlora (izgovor: Ismailj Ćemali Bej Fljora, tur. Ismail Kemal) (Valona, 16. siječnja 1844. — Bari, 24. iječnja 1919.) bio je albanski političar i državnik u Osmanskom Carstvu koji se borio za ideje albanskog narodnog preporoda. Imao je vodeću ulogu u proglašenju nezavisnosti Albanije 1912. i privremenoj vladi Albanije.
- Đurađ Kastriot Skenderbeg (1405. – 1468.), nacionalni heroj iz vremena otpora turskim osvajanjima.
- Lekë Dukagjini (1410. – 1481.), albanski knez koji se borio protiv Osmanskog Carstva, poznat po svom zakoniku (kanunu).
- Petar Bogdani (1630. – 1689.), najoriginalniji autor rane albanske književnosti
- Gjergj Fishta, albanski fratar i književnik, prevoditelj, rilindas, franjevac.
- Muhamed Ali Paša (1769. – 1849.), valija Egipta i Sudana, smatra se osnivačem modernog Egipta.[7]
- Alexandar Moissi (1879. – 1935.), veliki njemački i austrijski glumac albanskog podrijetla
- Stefan Gečov, katolički svećenik, misionar, etnograf i arheolog.
- Isa Boletini (23. siječnja 1864. u Boljetinu, u blizini Mitrovice - 23. siječnja 1916. u Podgorici) bio je albanski borac za nezavisnost i vodeća ličnost gerilskog otpora protiv Turske, Srbije i Crne Gore. Među Albancima je poznat kao Heroj Kosova.
- Teofan Noli, poznatiji kao Fan Noli (1882. – 1965.), osnivač Albanske pravoslavne crkve.
- Muhamed Nasirudin al-Albani (1914. – 1999.) utjecajni islamski teolog.
- Sterjo Spase (1914. – 1989.), makedonski pisac albanskog podrijetla.
- Abdurahman Shalja, poznati jugoslavenski glumac albanske narodnosti.
- Bekim Fehmiu, poznati jugoslavenski glumac albanske narodnosti.
- Faruk Begolli, poznati jugoslavenski glumac albanske narodnosti.
- Istref Begolli, poznati jugoslavenski glumac albanske narodnosti.
- Nexhmije Pagarusha, poznata jugoslavenska pjevačica albanske narodnosti.
- Ramiz Sadiku (1915. – 1943.), narodni heroj Jugoslavije.
- Ilinden Spase (1934.), makedonski pisac albanskog podrijetla
- Ibrahim Rugova (1944. – 2006.), intelektualac i političar, prvi predsjednik Demokratske lige Kosova.
- Joseph J. DioGuardi (1940.), američki senator albansko-talijanskog podrijetla i vođa Albansko-američke građanske lige.
- John Belushi (1949.) i James Belushi (1954.), američki glumci albanskog podrijetla
- Anna Oxa, talijanska pjevačica albanskog podrijetla.
- Ismail Kadare, poznati albanski pisac, dobitnik odličjâ francuske Legije časti, nagrade Prix mondial Cino Del Duca 1992, nagrade Man Booker International 2005. i nagrade Princ od Asturije 2009.
- Eliza Dushku, američka glumica albanskog podrijetla
- Rita Ora, britanska pjevačica, kantautorica i glumica albanske narodnosti.
- Enver Hoxha (1908. – 1985.), predsjednik Narodne Republike Albanije.
- Bebe Rexha, američka pjevačica, albanskog podrijetla

## Poznati Arbanasi
- prof. Arturo Cronia – talijanski slavist, sveučilišni profesor
- Pavle Dešpalj – dirigent i skladatelj, redovni član HAZU
- Valter Dešpalj – profesor čela na Glazbenoj akademiji u Zagrebu
- mons. Simeone Duca (Šime Duka) – jedno vrijeme tajnik Vatikanskog arhiva i dobrotvor Zadra i Arbanasa
- Giuseppe–Pino Gjergja – košarkaš – trener
- Josip Gjergja – hrvatski političar i diplomat, pomoćnik ministra vanjskih poslova bivše SFRJ
- Mladen Grdović – hrvatski pjevač
- dr. Ratimir Kalmeta – poznati hrv. zemljopisac i velikan hrvatske zemljopisne znanosti, jezikoslovac, pedagog i publicist
- Božidar Kalmeta – političar – dugogodišnji gradonačelnik Zadra, ministar u Vladi Republike Hrvatske
- Bernard Kotlar – autor multimedijskog CD–a "Zadarski Arbanasi", dobitnik "Grba Grada Zadra" (2002.)
- Ante Kronja "Čenčo" – viceadmiral
- Šime Kronja – novinar
- Krsto Ljubičić – prva žrtva fašističkog terora na Zagrebačkom sveučilištu 1937.
- Hrvoje Macanović – otac hrvatskog sportskog novinarstva
- Đani Maršan – hrvatski pjevač, skladatelj, diplomat
- Ivica Matešić Jeremija - hrvatski književnik, nositelj Reda Danice hrvatske za kulturu, višestruko odlikovan vojnim odličjima. Vojni diplomat u Rimu, Prištini, Skopju, dvostruki dobitnik Nagrade Grada Zadra, nagrade Zadarske županije
- prof.dr.sc. Hrvoje Mazija, professor emeritus Veterinarskog fakulteta, nositelj Reda Danice hrvatske i nagrade Oton Kučera[8]
- Dalibor Musap – osnivač i vođa grupe Riva - pobjednice Pjesme Eurovizije 1989
- dr. fra Bonifacije Perović- Sociolog autor "Društvo s ljudskim likom" Domagojevac, značajna ličost hrvatskog katoličkog pokreta, kritičar komunizma i liberalizma
- msgr. Ivan Prenđa – 68. nadbiskup Zadarske nadbiskupije
- Duško Modrinić – hrvatski glumac
- dr. Kruno Krstić - sociolog i filolog, urednik Hrvatske enciklopedije, autor razlikovnog rječnika između srpskog i hrvatskog jezika
- prof. dr. sc. Aleksandar Stipčević - profesor emeritus Filozofskog fakulteta u Zagrebu, albanolog
- prof. dr. sc. Ennio Stipčević - muzikolog, akademik HAZU
- prof. dr. Nikša Stipčević - romanist, akademik, potpredsjednik SANU

- Albanci na Balkanu u 6-8. stoljeću, prema "Školskom istorijskom atlasu Zavoda za izdavanje udžbenika SR Srbije", objavljenom u Beogradu 1970. godine. Mapa predstavlja gledište jugoslavenskih povjesničara toga doba.
- Albanci 1913. godine.
- Albanci 1911. godine.
- Albanci u Albaniji (popis iz 1989. godine).
- Albanci izvan Albanije.
- Albanci u Europi.